# Jean-Baptiste Djebbari
Jean-Baptiste Djebbari (n. 26 februarie 1982, Melun, Île-de-France, Franța) este un înalt oficial și politician francez.
Pe 3 septembrie 2019 a fost numit ministru al Transporturilor. Membru al La Republique en Marche!, este membru al celei de-a doua circumscripții din departamentul Haute-Vienne din 2017. În Adunarea Națională, este membru al Commission du Développement durable et de l'Aménagement du territoire, în cadrul căreia exercită poziție până în 2019 de coordonator pentru grupul LREM.
A fost numit ministru delegat responsabil cu transporturile în noul guvern Jean Castex (3 iulie 2020).
A absolvit ENAC și École polytechnique.